# Dicranota fuscipennis
Dicranota fuscipennis är en tvåvingeart som beskrevs av Paul Lackschewitz 1940. Dicranota fuscipennis ingår i släktet Dicranota och familjen hårögonharkrankar. Inga underarter finns listade i Catalogue of Life.